# 크리터스 3
《크리터스 3》(Critters 3)는 미국에서 제작된 크리스틴 피터슨 감독의 1991년 코미디, 공포, SF, 스릴러 영화이다. 에이미 브룩스 등이 주연으로 출연하였고 베리 오퍼 등이 제작에 참여하였다.
1991년 2월부터 1991년 7월까지 시퀄 크리터스 4와 동시에 촬영되었다.

## 출연

### 주연
- 에이미 브룩스
- 존 칼빈
- 캐서린 코르테즈
- 레오나르도 디카프리오
- 제프리 블레이크
- 돈 케이스 오퍼

### 조연
- 다이아나 벨라미
- 윌리엄 데니스 헌트
- 프란시스 베이
- 빌 주커트

## 기타
- 미술: 필립 딘 포먼
- 배역: 니나 아셀로드